# Загорів
Загорів (Загорув, пол. Zahorów) — село в Польщі, у гміні Піщаць Більського повіту Люблінського воєводства. Населення — 247 осіб (2011).

## Історія

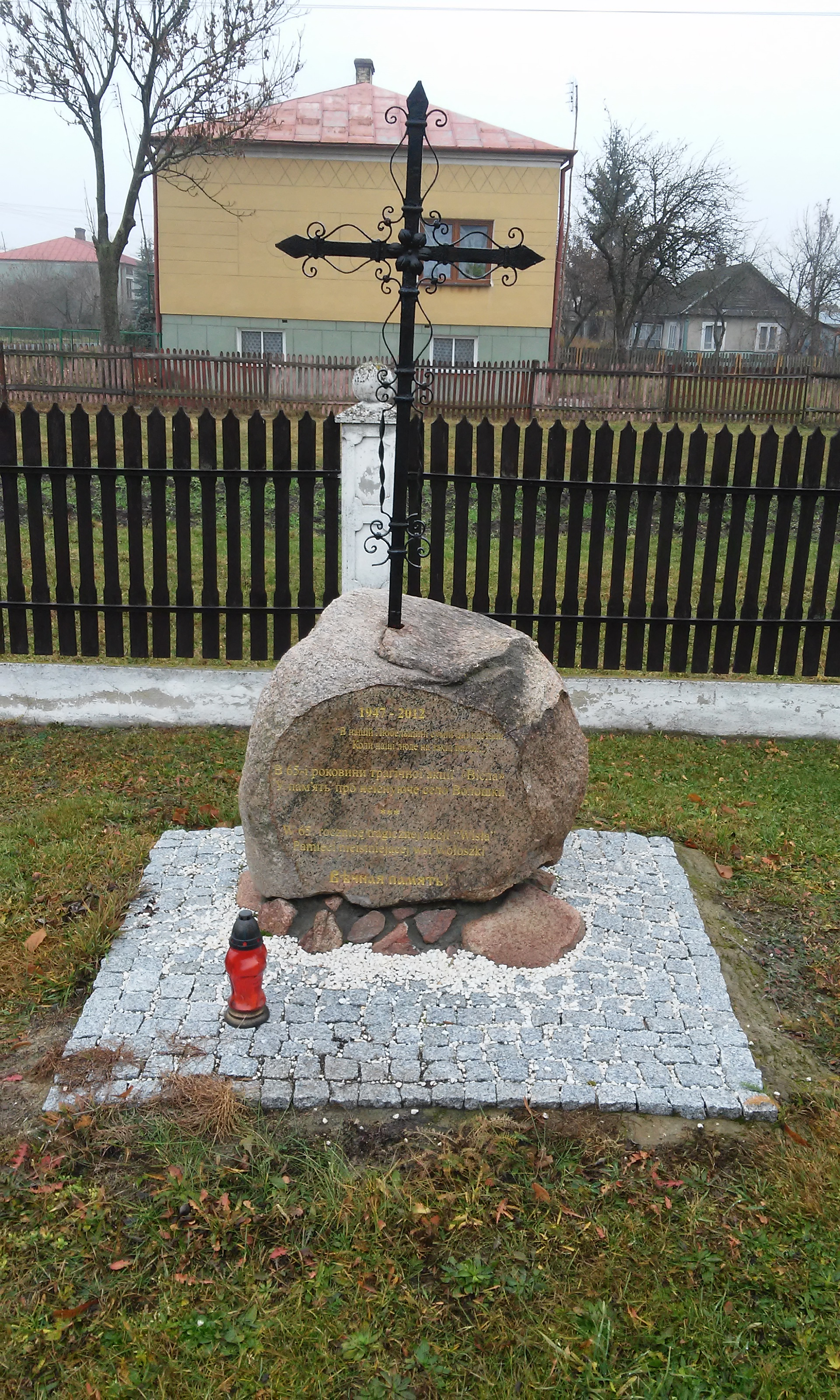
Пам'ятник жертвам депортації нині зниклого села Волошки під час операції «Вісла», встановлений біля церкви в Загорові

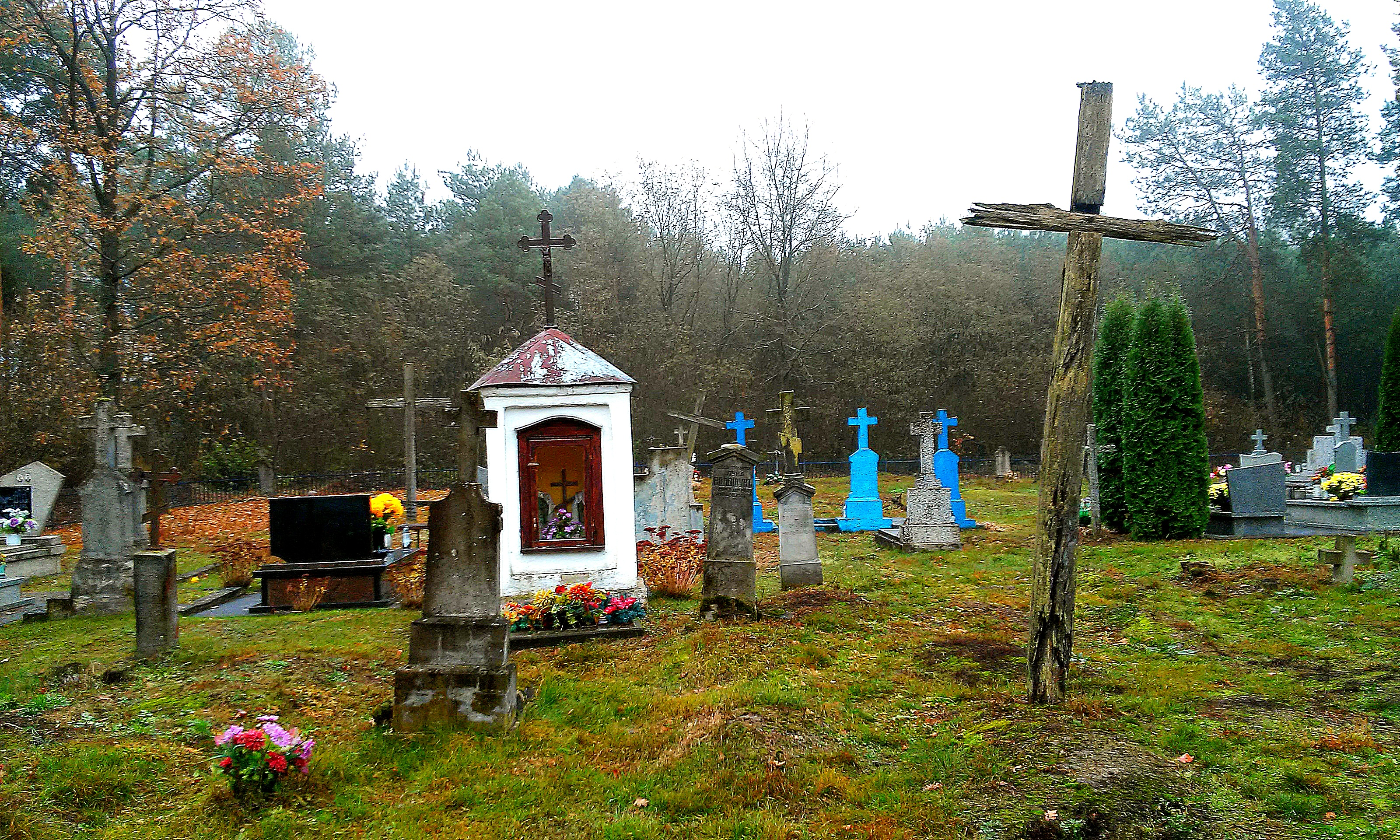
Православний цвинтар

За даними етнографічної експедиції 1869—1870 років під керівництвом Павла Чубинського, у селі переважно проживали греко-католики, які розмовляли українською мовою.
1909 року в селі зведено православну церкву.
У 1921 році село входило до складу гміни Піщаць Більського повіту Люблінського воєводства Польської Республіки.
За звітом польської поліції, у 1935 році православна парафія Загорова налічувала 3200 вірян.
У липні-серпні 1938 року польська влада в рамках великої акції руйнування українських храмів на Холмщині і Підляшші знищила місцеву православну церкву і 5 православних капличок.
За польськими підрахунками станом на 27 червня 1947 року, у громаді Загорів налічувалося 387 українців, які підлягали виселенню у північно-західні воєводства згідно з планом депортації українського населення у рамках операції «Вісла». У 1947 році під час операції «Вісла» польська армія виселила зі Загорова на щойно приєднані до Польщі терени 254 українців. Деяким з виселених пізніше вдалося повернутися зі заслання.
У 1975—1998 роках село належало до Білопідляського воєводства.

## Населення
За офіційним переписом населення Польщі 10 вересня 1921 року в селі налічувалося 24 будинки та 153 мешканці, з них 69 чоловіків та 84 жінок. Попри те, що серед жителів села було 151 православний і 2 християни інших конфесій, влада записала усіх 153 жителів поляками і жодного українцем.
У 1943 році в селі мешкало 421 українець та 184 поляки.
Демографічна структура станом на 31 березня 2011 року:
|          | Загалом | Допрацездатний вік | Працездатний вік | Постпрацездатний вік |
| -------- | ------- | ------------------ | ---------------- | -------------------- |
| Чоловіки | 120     | 24                 | 77               | 19                   |
| Жінки    | 127     | 32                 | 56               | 39                   |
| Разом    | 247     | 56                 | 133              | 58                   |

## Культура
У 2008 і 2009 роках Загорів був одним з місць проведення фестивалю української культури «Підляська осінь».

## Особистості

### Народилися
- Степан Демчук (1934—2008) — український письменник і перекладач у Польщі.